# ボグダノフ事件
ボグダノフ事件（ボグダノフじけん）は、フランスの双子の兄弟でもあるイゴール・ボグダノフ (Igor Bogdanov、1949年8月29日 - 2022年1月3日) ) とグリシュカ・ボグダノフ (Grichka Bogdanov、1949年8月29日 - 2021年12月28日) によって著された一連の理論物理学論文の正当性を巡る学術論争である。

## 概説

### 事件の概要
ボグダノフ兄弟の論文は、複数の権威ある科学誌に掲載された。彼らはこの内容を「ビッグバンの際に何が起こったかを記述する理論を提案する理論として最高のものである」と主張した。
その後、ボグダノフ兄弟の一連の論文について、学術誌への掲載論文を選考するために物理学分野で採用されている査読制度の脆弱さを示すための手の混んだ悪戯だという風説が、2002年頃にネットニュースサイト・ユーズネットのニュースグループ上で広まった。つまり、学術誌には論文を査読する能力がないことを示すため、兄弟がデタラメな論文を試しに送りつけた、というものである。これを契機に、論文の正しさを巡る論争が学術者の間でも広がった。
ボグダノフ兄弟の仕事が物理学に貢献するものか、それとも無意味なものなのか、という議論はユーズネットから他の多くのインターネット上のフォーラムへと広がった。それらには著名な物理学者のブログや、フランス語版および英語版のウィキペディアも含まれる。その後の論争は主流のメディアでも大きく取り上げられた。
ボグダノフ兄弟は自身の仕事の正確さを擁護しつづけたものの、多くの物理学者は件の論文はナンセンスであると断言し、査読制度が根本的に誤謬を含みうる証拠だと見なした。
1980年代初頭から、ボグダノフ兄弟は母国フランスにおいて、テレビショーの司会として有名であった。彼らの番組 Temps X（『X時間』、後の番組名は Rayons X 『X線』）は、ポピュラー・サイエンスとサイエンス・フィクションを扱っている。兄弟が母国で有名人だったことが、議論が自然科学の業界から主流のメディアやオンライン・フォーラムへと広がった一因だと考えられる。

### 論文の信用性
著者らが宇宙論について著述することへの信用は、ブルゴーニュ大学で得た博士号に依拠している。グリシュカは1999年に数学で、イゴールは2002年に理論物理学でそれぞれ博士号を得た。両者とも、低い評価ではあるものの合格である格付け「honorable」を与えられた。
ボグダノフ兄弟による論文の信頼性への批判が高まったことを背景に、大学教授が学生の研究を理解していない場合に代替として「専門誌掲載を要件とする」のは、論文の正確さを判断する手段として妥当か否かという議論も広がった。しかし、これらの分野を研究する人々が過剰に使う専門用語（ジャーゴンに加え、量子群や位相的場の量子論といった学問的話題）の根本的な複雑さのせいで、そのような委任状態は避け難くなっている。したがって、それらの論文で述べられていることを完全に理解し評価するためにはしばしば特定の専門的知識が必要とされる。

## 事件の経過
ボグダノフ兄弟は応用数学をパリで学んだ。

ボグダノフ兄弟の論文は、プランク時代 として知られるビッグバン開始から 10^{-43} 秒間に起こった事の証拠があるとしている。 現在の人類の知見では、プランク時代に何が起こったかを決定することは不可能である。ボグダノフ論文は、この最初期および特異点自体より前に起きたことさえも解明したと主張した。

1980年代の初めにはテレビでのキャリアを積み初め、Temps X （『X時間』）という番組をプロデュースする。この番組は一般向けの科学とサイエンス・フィクションを扱い、彼らを有名人にした。Temps X は10年に渡って続き、同じジャンルの別の番組に引き継がれた。
1993年に兄弟は博士課程に入り、初めはブルゴーニュ大学の数理物理学者 Moshé Flato に師事した。Flato が1998年に亡くなり、その同僚の Daniel Sternheimer （フランス国立科学研究センター在籍）がボグダノフ兄弟の指導を引き継いだ。Sternheimer によると、双子のボグダノフは自らを「アインシュタイン兄弟」と称し、曖昧で「印象派的」な発言をする傾向があった。兄弟を指導するのは「マイ・フェア・レディにオックスフォード流アクセントで喋るのを教えているかのよう」だったと彼は後に述べている。The Chronicle of Higher Education 紙の記事で述べているように、Sternheimer は自分がグリシュカの学位論文に含まれる話題の全てについての専門家だとは考えていなかった。しかし、彼はそれらグリシュカの専門内のものについては、博士号に値すると判断した。
Richard Monastersky は The Chronicle of Higher Education 紙上で、1991年に出版された『神と科学—超実在論に向かって』（ボグダノフ兄弟と哲学者ジャン・ギトンによる共著）の裏表紙では未取得のはずの博士号が冠されている、と記している。この本自体、バージニア大学の天文学教授 Trinh X. Thuan が自著 The Secret Melody: And Man Created the Universe を剽窃したとしてボグダノフ兄弟を1992年に告訴するという争いを引き起こしている。フランスでの法廷論争の後、Thuan とボグダノフ兄弟は和解し、兄弟はのちに不正行為を全否定した。Thuan は剽窃行為が可能な限り早い博士号取得へと兄弟を推し進めたのだろうと示唆した。
グリシュカは数学、イゴールは理論物理学の学位論文に拠ってブルゴーニュ大学 (en) の博士号をそれぞれ1999年と2002年に取得した。1999年にグリシュカは学位論文 Quantum fluctuations of the signature of the metric at the Planck scale（『プランクスケールにおける計量符号の量子ゆらぎ』）に対して、大幅に書き直して物理学的内容の数学的側面を強調する事を条件に、珍しい低評価の合格グレードである "honorable" を与えられている。同じ日に、イゴールは学位論文 Topological Origin of Inertia （『慣性の位相幾何学的起源』）の口頭試問に落ちている。指導教官はその後、査読のある専門誌に3本の論文が掲載できればイゴールへの博士号授与を認める、とした。要件である論文が出版された後、イゴールは3年後に別の話題において指導教官2人の指導の下で学位論文を無事審査通過させることができた。新しい学位論文である Topological State of Spacetime at the Planck Scale（『プランクスケールにおける時空の位相幾何学的状態』）も同じく低評価合格グレードの "honorable" を与えられた。Daniel Sternheimer が『ニューヨーク・タイムズ』紙の科学部記者 Dennis Overbye に述べたところによると、このグレードは滅多に与えられる事がない。ボグダノフ兄弟への博士号授与は正当であるとして、Sternheimer は『タイムズ』紙に対し「彼らは10年間無給で働いた。学位として自身の仕事を認められる権利が彼らにはある。もっとも、その学位も今日では大したものではないが。」と述べた。
兄弟は合計6本の論文を物理学と数学の専門誌上で出版した。それら掲載誌の中には査読官（レフェリー）による査読審査のある Annals of Physics と Classical and Quantum Gravityが含まれていた。学位論文両方の概要を読んだ後、ドイツ人物理学者 Max Niedermaier は論文が疑似科学であり、中身の無い内容を科学的に見せかけるため大量の専門用語で構成したものだ、と結論付けた。Niedermaier の視点では、ボグダノフ兄弟は査読制度に脆弱性があることを証明しようとして、ソーカル事件（物理学者アラン・ソーカルが偽論文を人文科学誌 Social Text 2002年10月22日号へ掲載させる事に成功した事件）と同様の手法を使ったものだと考えられた。Niedermaier はこの影響についての電子メールを書き、後にそのメールは広く配信された。最終的な受信者のひとりであるアメリカ人数理物理学者 John C. Baez はユーズネットのニュースグループ sci.physics.research に "Physics bitten by reverse Alan Sokal hoax?"（『逆・ソーカルの悪戯に物理学が噛みつかれた？』）と題した議論用スレッドを作り、そのスレッドは投稿数にして数百件の長さへと急成長した。
この口論はすぐに、物理学業界と国際的な一般紙の両方から世界的な注目を浴びた。Niedermaier に続いて、Baez が作った議論用スレッド参加者の大部分も論文は手の混んだ悪戯だという意見を表明した。しかし、ボグダノフ兄弟は一貫してその意見を否定している。その事を聞いた後 Niedermaier は、初めからあまりに憶測を含んでいた事について公的にも私的にもボグダノフ兄弟に謝罪する声明を2002年10月24日に出している。しかし、これはこの事件への Niedermaier による最後の公式コメントであることが分かっている。問題の論文について彼は正当性も長所も是認していない。

## 科学者たちからの報告とコメント

### 学位論文
兄弟の合計7本の学位論文は概ね好評を得ている。下記は兄弟が自身の誠実さを証明するために抜粋したものである
：
- Roman Jackiw（マサチューセッツ工科大学）：ビッグバン以前の初期特異点の問題について、新奇で思索的な解決策を著者は提示した。……学位論文および出版された論文はそれらのアイデアについての素晴らしい序章となっており、この分野をより深く研究するための跳躍台となるだろう。
- Costas Kounnas（パリ高等師範学校）：この仕事は量子重力理論に関する多くの新しいアイデアを含み、非常に興味深かった。……著者は独自の興味深い宇宙論上のシナリオを提示した。
- Jack Morava（ジョンズ・ホプキンス大学）：イゴール・ボグダノフの学位論文での仕事は、宇宙論およびその他の重力に関する多くの分野で根本的な物理学に影響する新しいアイデアによって圧倒的であり、非常に興味を引く。

Igniatios Antoniadis（エコール・ポリテクニーク）は、後に兄弟の論文に対する評価を一転した。Antoniadis は『ル・モンド』紙に対してこう述べている。
J'avais donné un avis favorable pour la soutenance de Grichka, basé sur une lecture rapide et indulgente du texte de la thèse. Hélas, je me suis complètement trompé. Le langage scientifique était juste une apparence derrière laquelle se cachaient une incompétence et une ignorance de la physique, même de base.

（私は学位論文を寛容な目で素早く読み、それに基づいてグリシュカの口頭試問では好意的な意見を寄せました。ああ、私は完全に間違っていました。科学的記述は見せかけだけで、背後には物理の基礎にさえ無知で無能力なことが隠されていたのです。）
学位論文7本の審査官のうち、Jackiw だけが公式に自身の評価を弁護した。彼が『ニューヨーク・タイムズ』紙に述べたところによると、イゴールの学位論文には Jackiw が理解していない内容がたくさんあるという。それにもかかわらず、彼は興味をそそるものだとした。「これら全ては意味をもちうるアイデアだろう。それはいくらかのオリジナリティと、専門用語にいくらか精通していることとを示している。それが私が問う全てだ。」と彼は述べている。

### 掲載論文
2001年5月に Classical and Quantum Gravity (CQG) 誌はボグダノフ兄弟による Topological theory of the initial singularity of spacetime（『時空の初期特異点に関する位相幾何学理論』）と題した論文を審査した。査読官のひとりは「独自で、かつ興味深い、と思われる。訂正を加えれば掲載に値するものになると私は期待する」と述べた。その論文は7か月後に受理された。
しかし、論文が掲載され世間が議論に包まれた後、CQG誌編集部の Andrew Wray と Hermann Nicolai による電子メールを数学者 Greg Kuperberg がユーズネットに投稿した。以下はその一部である：
Regrettably, despite the best efforts, the refereeing process cannot be 100% effective. Thus the paper ... made it through the review process even though, in retrospect, it does not meet the standards expected of articles in this journal. The paper was discussed extensively at the annual Editorial Board meeting ... and there was general agreement that it should not have been published. Since then several steps have been taken to further improve the peer review process in order to improve the quality assessment on articles submitted to the journal and reduce the likelihood that this could happen again.

（遺憾な事に、最善の努力にもかかわらず、審査過程は100%有効ではありえません。したがって件の論文は…後から見れば、本誌の掲載論文に期待される基準に合致していないにもかかわらず、査読を通過してしまいました。件の論文は年次編集部会議で広く議論され…出版されるべきではなかったという一般合意がありました。それ以降、本誌に送られる論文の質を評価し事態再発の可能性を下げるために査読過程をより改善するいくつかの段階的措置が取られています。）

しかし問題の論文はCQG誌から取り下げられていない。後に、編集長は少し異なる声明を、CQG誌の所有者であるイギリス物理学会の代表として発表している。その中で彼は、彼らの通常の査読手続きが追跡調査されたという事実を主張しているものの、問題の論文の価値についてはもはやコメントしていない。典型的には、「本誌の掲載論文に期待される基準に合致していない…」と「件の論文は年次編集部会議で広く議論され…出版されるべきではなかったという一般合意がありました」という部分が削除されている。しかし、前者は『ニューヨーク・タイムズ』紙・ 『The Chronicle of Higher Education』 ・『ネイチャー』誌で引用されている。さらに『ディー・ツァイト』紙は、CQG誌の co-editor である Hermann Nicolai による、もしその論文が自分のデスクに届いていたなら即座に拒絶査定しただろう、という発言を引用している。
2001年にはチェコの Czechoslovak Journal of Physics がイゴール・ボグダノフによる Topological Origin of Inertia（『慣性の位相幾何学的起源』）という論文を受理している。審査官による報告では「私の意見ではこの論文の結果は独自のものであると考えうる。掲載については、修正された形でならこの論文を推薦する」と結論されている。翌年、中国の Chinese Journal of Physics がイゴールの The KMS state of spacetime at the Planck scale（『プランクスケールにおける時空のKMS状態』）という論文を掲載した。報告では「この論文で提起される視点はプランクスケールの物理に対する可能性あるアプローチとして興味深いものでありうる」とされ、いくつかの修正が要求された。
全ての査読での評価が肯定的だったわけではない。Journal of Physics A の代表として査読官を務める Eli Hawkins は、ボグダノフ論文のひとつを拒絶査定するよう提案し、「全ての間違いを列挙するには余りに多くのスペースが要る。実際、ひとつの誤りがどこで終わって次がどこで始まるかを言うのが難しい。結論として、私はこの論文の本誌における、またはいかなる専門誌における掲載も、推奨しない」とした。
掲載された論文のうちいくつかはほとんど同一で、比較的重要でない面のみが異なっていた。CQG誌の掲載論文はグリシュカの学位論文のほとんどを要約したもので、ただし段落の順番がほぼ完全に逆になっている。Chinese Journal of Physics ・ Nuovo Cimento ・ Annals of Physicsの掲載論文はタイトルと概要を除いて本質的に同一であり、誤字脱字もそれら全てに渡って繰り返されている。

### 論文への批判
ユーズネットでの議論が始まった後、ほとんどのコメントはボグダノフ兄弟の仕事について否定的だった。例えば John Baez は兄弟の論文について「正しい専門用語（バズワード）をだいたい正しい順序で含む表面的にはもっともらしいセンテンスを、ごちゃごちゃに混ぜたものだ。彼らが書くものには論理も脈絡もない」と述べている
。
Jacques Distler も似たような意見を述べ、「ボグダノフ兄弟の論文は、数理物理学・弦理論・量子重力理論などさまざまな分野のバズワードでできており、文法的には正しいものの意味論的には無意味な形でそれらを並べたものだ」としている。
その他の人々はボグダノフ論文の質をより広い学問領域のものと比較した。「ボグダノフ兄弟の仕事はとんでもなく論理性に欠けていて、出版された他のどんな論文よりも欠けているくらいだ」と Peter Woit は述べている。彼は続けて、「しかし、論理性の基準が低いものがどの分野にも次第に増えており、そのことが彼らに自分たちは思慮分別のある行動を取っていると思わせ、論文を出版しようとするのを許した」とも述べている。Woit は後に2006年の自著『ストリング理論は科学か—現代物理学と数学』の中でボグダノフ事件に1つの章を割いている。
最終的に、論争は主流メディアの注意を引き、物理学者たちのコメントが広まる新たな場ができた。『ル・モンド』紙は1982年のフィールズ賞受賞者アラン・コンヌの「自身の精通していない事について彼らが話していると私が確信するのに長くは掛からなかった」という言葉を引用した。またノーベル物理学賞受賞者の ジョルジュ・シャルパク はフランスのトークショー番組で、ボグダノフ兄弟の科学界における居場所は「存在しない」と述べた。
一連の論文自体についての最も好意的なコメントは弦理論研究者の Luboš Motl によるものである。論争の絶頂期からほぼ3年が経った頃、彼は自身のブログに「ボグダノフ兄弟は、思慮深い、量子重力についてのもうひとつのストーリーとなる可能性を秘めた何かを提示している…彼らが提示したものこそ重力を数値計算する枠組みとして可能性を秘めたものである。それらが役に立つことは無さそうだと私は気付いたけれど、ループ量子重力理論や他の離散手法のように致命的な難点が既に詳しく特定されているものよりは可能性があるだろう」と書いている。ただし、これはあまり適切な比較とは言えないだろう。なぜなら理論物理学者たちは未だループ量子重力理論という手法が実際どの程度役に立つものなのかについて議論しているところだからである（弦理論や他の全ての量子重力理論と同様に、ループ量子重力理論は（少なくとも現在のところは）実験による証明・反証の段階には程遠い。ループ量子重力理論に関する議論は弦理論自体が抱える問題と密接に結びついており、しばしば加熱するその議論については、この項目で扱うべき範疇を越える）。

## インターネット上の議論
メディアに掲載されたいくつかの記事に加えて、ボグダノフ事件は多くのニュースグループやウェブページやブログで広く議論された。ボグダノフ兄弟は実名やいくつかの偽名でしばしば議論に加わり、兄弟の仕事を擁護し時には批判者を侮辱する趣旨の発言をした。偽名のほとんどは他の物理学者や数学者の名前であり、ノーベル賞受賞者のジョルジュ・シャルパクの名前も用いられた。
2002年10月に兄弟は、ペリメータ理論物理研究所 (en) の客員教授 Laurent Freidel による明らかな支持声明を含む電子メールを公開した。そのすぐ後に、Friedel はそのような見解を書いたことを否定して、その文章を含むメッセージを友人宛に転送した事ならある、とメディアに対し述べた。ボグダノフ兄弟によって引用された部分を自身によるものとされた Friedel は、「なぜボグダノフ兄弟を擁護するのかと尋ねる電子メールをコミュニティの人たちから受け取り、私は非常に腹が立っている。同意無しに名前が使われるのは、権利侵害だ」と述べた。
管理制のニュースグループ sci.physics.research で議論が始まったとき、イゴールは論文が悪戯であることを否定したものの、物理学者の Steve Carlip や John Baez が論文の数学的詳細について厳密な質問をすると、本当に科学的価値がある論文であることを他の参加者に納得させることに失敗した。ニューヨーク・タイムズ紙の記者 George Johnson は議論を一通り読んで「まるで誰かがゼリーを壁に釘で留めようとしているのを見ているようだった」と表現し、ボグダノフ兄弟について「科学用語の辺縁のみに影響するような自分たちだけの言葉を発明した」と述べた。

### 科学的内容

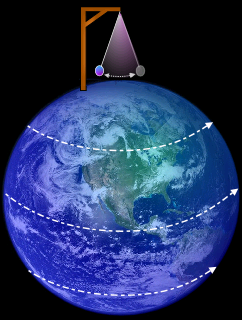
北極点に置かれたフーコーの振り子の概念を説明する図。

議論の参加者達は特に、論文 Topological origin of inertia での「向きがどうであれ、フーコーの振り子の振動面は物理空間の起源を記した初期特異点に合わせて調整されている必要がある」という記述を確信を持って理解できなかった。加えて、その論文中では、フーコーの振り子の実験は「古典力学でも相対論的力学でも十分に説明できない」と書かれていた。ユーズネットでコメントしていた物理学者たちは、これらの記述とそれに続く説明の試みが奇妙であることに気付いた。なぜなら（博物館の一般的な展示物である）フーコーの振り子の軌道は、古典力学で正確に予言されるからである（相対論などのより新しい理論による補正量は非常に小さいため無視できる）。ボグダノフ兄弟は、それらの記述は位相的場の理論の文脈においてのみ明解になる、と説明した。Baez と Russell Blackadar は「振動面」の記述の意味をはっきりさせようとし、ボグダノフ兄弟が詳細な説明をいくつか出した後、Baez はそれが下記の内容を言い換えるための複雑なやり方であると結論付けた：
ビッグバンはあらゆる地点で起きたため、振り子がどの向きに振れていても、その振動面は「ビッグバンを分割」したと言える。
（どのようにしてビッグバンが「あらゆる地点で起きた」のかについての説明は、en:Metric expansion of spaceを参照。）

しかし、Baez が指摘したように、この記述は実際にはビッグバンについて何も述べておらず、以下と同等である：
振り子がどの向きに振れていても、振動面上には何らかの点が存在する。
さらにこの言い換え自体は「どんな面も点を含む」という記述に等しい。もしこれが例の記述のエッセンスならば、「慣性の起源を探る」のには有用ではありえない、と Baez は記している。
ハンブルク大学の博士研究員 Urs Schreiber は、兄弟は普段はもっと「現代的な用語」に頼っているのに、フーコーの振り子について述べるのは例の論文の通常の文体からずれている、と記した（George Johnsonによると、フーコーの振り子は「良きガリア的パロディーのいかなるものにも含まれるフランスの科学の徴し」だという）。Schreiber は統計力学・位相的場の理論・宇宙論の専門用語で表現されたボグダノフ兄弟の仕事における5つの中心的アイデア（結論Aから結論E）を特定した。それらの専門用語の一つである弦理論でのハーゲドルン温度（en:Hagedorn temperature）は例の論文ではその概念の詳細が使われておらず、しかも弦理論の論文ではないと宣言しているため、「弦宇宙論におけるハーゲドルン温度の役割を考察すると、これは自己パロディーの境界線上にある」と Schreiber は記している。また Schreiber は、結論D（「初期特異点における」時空計量はリーマン多様体でなければならない）が彼らの議論の最初の仮定（擬リーマン多様体によるFRW宇宙）と逆の事を言っている、と指摘した。最後の結論Eはこの矛盾を「呼び出された量子力学」（"invok[ing] quantum mechanics"）で解決しようとしていると Schreiber は記している。ボグダノフ兄弟自身は Schreiber による要約を「非常に正確」だと表現した（この点についての更なる詳細は後述の#メディアの巻き込みの節を参照）。Schreiber は
念のために：私は上記のどれも正しい理由付けだとは思わない。著者らが論文を書くときに持っていた中心となる「アイデア」だと私が思うものが何で、そこから彼らが自身の結論にどのようにして至ったか、を指摘するために私はこれを書いている。
と結論付けている。
ペンシルベニア州立大学の Eli Hawkins も『プランクスケールにおける時空のKMS状態』について同様の考えを述べている：
熱力学的平衡はKMS状態である、というのが論文の主な結論だ。これはほとんど言うまでもない：量子系にとって、KMS状態はただ熱力学的平衡の具体的な定義だからだ。困難なのはその状態が適用されるべき量子系を特定することで、それはこの論文の中では成されていない。
ストラスブールにある Université Louis Pasteur の Damien Calaque はグリシュカによる未出版の論文草稿Construction of cocycle bicrossproducts by twisting（『ねじれによる双対輪体重クロス積の構成』）に否定的なコメントを述べている。Calaque の見込みでは、草稿にある結論には独立した掲載論文となるのに十分な新規性と興味深さがなく、さらに主となる理論が現状では間違っている。グリシュカの構成から生じる双代数（en）はホップ代数（en）である必要はなく、 後者は追加の条件を満たす必要がある数学的対象である。
前述のように、論文に対し最も好意的なコメントは物理学者 Luboš Motl によるものである：
…ボグダノフ兄弟によるいくつかの論文は本当に痛ましく明らかにばかばかしい…しかし最も有名な初期特異点の解決に関する論文は少し違っていて、より洗練されている。
…Roman Jackiw が、受理論文に期待する全て——専門用語の知識と独自のアイデア——が満たされている、と述べても私はそれほど驚かされない（Jackiw も Kounnas も Majid も同様の結論を出した唯一の人ではないのを認識すべし）。

…技術的には、彼らの論文はあまりに多くのものを結びつけすぎている。もしこれらのアイデアと（正しい）式が初期特異点の有用な解決策を正当なものにするのに必要だとしたら、良すぎるだろう。しかし、もしこの難問に関する論文がしっかりと定義された科学であるだけではなく人を触発する芸術でも少しはありうると認めるなら、兄弟はとても良い仕事をしたことになる、と私は思う。そして私は彼らの論文によって開かれた多くの疑問に対する答えを知りたいと思う。
しかし、Topological field theory of the initial singularity of spacetime（『時空の初期特異点に関する位相場の理論』）への Motl による注意深い支持は、Robert Oeckl による  MathSciNet での公式レビューとは対照的である。その中では論文は「ばかげた無意味な記述であふれ、致命的な一貫性の欠如という弱点がある」とされ、その論点を説明するためのいくつかの例が続き、結論として「科学的標準に欠け、見たところ意味のある内容は無い」とされている

### 偽名での活動の証拠

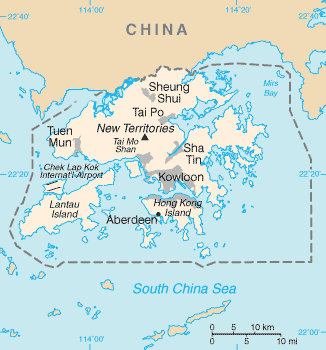
九龍と香港島を示した香港の地図。

何か月もの間、ボグダノフ兄弟によって作られた "International Institute of Mathematical Physics"（国際数理物理研究所）のドメイン名 th-phys.edu.hk が、フォーラム参加者の間で香港大学または香港科技大学と関係がありうるという誤った示唆を引き起こした。
誰なのか分からない「ヤン教授」という人物の関与が更なる混乱を招いた。th-phys.edu.hk ドメインの電子メールアドレスを用いて、この名義での個人的な文書がボグダノフ兄弟の論文を擁護するために多数の個人宛てあるいはインターネット上に書かれた。この人物による文書は、物理学者 John Baez、Jacques Distler、Peter Woit や『ニューヨーク・タイムズ』紙のジャーナリスト Dennis Overbye や、数多くの物理に関するブログやフォーラムに対して、"Professor L. Yang—Theoretical Physics Laboratory, International Institute of Mathematical Physics—HKU/Clear Water Bay, Kowloon, Hong Kong."（香港 九龍 清水湾／香港大学 国際数理物理研究所 理論物理研究室 L. ヤン教授）という署名付きで書かれた。しかし、実際には清水湾（en）にあるのは香港科技大学であって香港大学ではない。香港大学のメインキャンパスは香港島の半山区にある。
ボグダノフ兄弟は「ドメイン名 th-phys.edu.hk は香港大学が公式に所有していた」と何度か主張している。これは香港大学に公式に肯定されておらず、ヤン教授という人物は香港大学物理学科の名簿上には存在しない。ややこしいことに、th-phys.edu.hk のDNS登録は香港大学ではなく香港科技大学（清水湾）の番地で記されている。さらに、そのドメインはイゴール・ボグダノフによって登録されており、ヤン教授からの電子メールはフランスのパリでダイアルアップ接続のIPアドレスから送信されていた。th-phys.edu.hk の登録は更新されないままになっている。
ヤン教授が実はボグダノフ兄弟の偽名なのではないかという疑いはずっと持たれていた。しかし、イゴール・ボグダノフはヤン教授がKMS理論の専門知識を持った実在の数理物理学者で友人であり、イゴールのアパートから匿名で投稿しているのだ、と主張しつづけた。これまでのところ、はっきりと自分が「ヤン教授」だと示し学位や研究所との関係を証明しようと名乗り出た人物はおらず、検証用に「ヤン教授」の記録がある出版物が提出されたこともない。
このパターンに続いて、別の学術向けドメイン名がラトビアで登録された（https://web.archive.org/web/20060407175445/http://www.phys-maths.edu.lv/ ）。こちらは "Mathematical Center of Riemannian Cosmology"（リーマン宇宙論数学センター）をホスティングしていた。今度も、この明らかに教育関連の施設はイゴール・ボグダノフによって登録されていた。イゴールは、なぜセンターのウェブサイトがラトビアのトップレベルドメインにあるのかを訊かれた際、リガ大学によって組織されホスティングされているからで、兄弟が2001年か2002年にリガでの学会に参加した後からだ、と主張した。この主張は疑念を持って受け止められ、大学側からも肯定されなかった。

### 論争の広がり
2004年の初めに、イゴール・ボグダノフはフランスのユーズネットの物理グループとインターネット・フォーラムへ投稿し始め、sci.physics.research でみられたのと同様の振る舞いを続けた。フランス語版ウィキペディアでの議論はイゴールとその支持者たちが兄弟についての項目（fr:Igor et Grichka Bogdanoff）を編集し始めたときに始まり、議論用の新しい項目（fr:Polémique autour des travaux des frères Bogdanoff、ボグダノフ兄弟の仕事に関するうるさい取り巻き）が作成されて終息した。しかし、論争は英語版ウィキペディアにも広がり、最終的には、（プロジェクトリーダージミー・ウェールズを除けば）英語版ウィキペディアの最高意志決定機関であるen:Wikipedia:Arbitration Committee（参考：Wikipedia:裁定委員会）によって、外部の論争に加担しようと決意した全員がそれに関する編集を禁止される結果になった。ボグダノフ兄弟自身と何人かの支持者とわずかな口論者を排除するというこの決定は、2005年11月11日に発効した。
2006年に Baez は自身のウェブサイト上で、どのようにして時々ボグダノフ兄弟と「ソックパペットの大群」が英語版ウィキペディアでの議論を書き換えようとしているかを観察記録した。「誰も騙されなかったようだ」と彼は付け加えている。

## メディアの巻き込み
2002年に議論が始まった頃、膨大な量の記事が『ニューヨーク・タイムズ』、『ワシントン・ポスト』、『インターナショナル・ヘラルド・トリビューン』、『エコノミスト』、『The Chronicle of Higher Education』、『プラウダ』、『ディー・ツァイト』、『ル・モンド』紙などの全世界のメディアに掲載された。
ボグダノフ兄弟は2002年に Rayons X（『X線』）というテレビショーをフランスの公共放送フランス2で始めた。2004年8月には宇宙論を取り上げた90分間の特別番組に参加し、他の宇宙論上のシナリオと共に自分たちの理論を紹介した。また兄弟は自分たちの本を宣伝するために多数のテレビトークショーによく招かれた。フランスの主流メディアは、出版物上でもインターネット上でも、新たな論争をいくらか扱っていた。この話題を取り上げた放送局の中には Europe 1、Acrimed、Ciel et Espaceが含まれる。
2004年にボグダノフ兄弟は商業的成功作となる一般向け科学書 Avant Le Big Bang （『ビッグバン以前』）を出版した。その本は兄弟の理論を簡単にしたもので、ボグダノフ事件への自分たちの観点についても述べていた。その本とテレビショーの両方とも基礎的な科学の不正確さを批判された。批判者たちは Avant Le Big Bang の「黄金数 φ は超越数である」という記述（兄弟は編集上のミスプリントだと主張した）や、減少する数列の極限は常に 0 となるという仮定や、宇宙の膨張（en:Metric expansion of space）は太陽系の惑星をより離れ離れにさせるだろう、という記述を例として引用した。
Ciel et Espace の記者はロンドン大学の Shahn Majid にグリシュカ・ボグダノフの論文に対する彼の報告書についてインタビューした。後に Majid はユーズネットへの投稿でそのことに関して、Avant Le Big Bang の附記でグリシュカはそのインタビューを翻案することによって Majid の意見を故意に間違った形で引用した、と述べた。Majid はグリシュカの論文に対する彼の報告書のうちフランス語版では「許諾無き翻案の一部はボグダノフ兄弟による創作である」としている。ある文では英語の "interesting"「興味深い」がフランス語の "important"「重要な」に翻案されていたり、"draft [mathematical] construction"「暫定的な［数学的］枠組み」が "la première construction [mathematique]"「初めての［数学的］枠組み」となっていたりする。他の箇所では、付け加えられた単語が「ボグダノフが自分の暫定的結論を理解していない」ことを示していると Majid は記し、他にもそれぞれ "surestimation outrancière"「度し難い過大評価」で捉えた意味に変えられた部分を少なくとも10箇所説明した。Majid によれば元の報告書は、「とても劣った」学生がそれにもかかわらず「博士号を得るために印象的なまでの決意のほどを」デモンストレーションしているのを表現したものだった。
加えて同じ附記には、博士研究員 Urs Schreiber による批判的かつボグダノフ兄弟自身も「非常に正確だ」と認めた分析が、結論への「念のために：私は上記のどれも正しい理由付けだとは思わない」という注記を除いた形で含められていたため、意味が批判から表面上の支持へと逆転していた。さらに、物理学者 Peter Woit が書いた「あなた方が量子群に関していくつかの新しく価値ある結論を得ることは確かに可能です」という礼儀正しいコメントが「あなた方が量子群に関していくつかの新しく価値ある結論を得ることは完全に確かです」と変えられ、ボグダノフ兄弟の本の附記に含めて出版された。
2004年12月、ボグダノフ兄弟は "The Mystification of the Bogdanovs" という題の批判的な記事の出版による名誉毀損で Ciel et Espace を訴えた。フランスの裁判所は2006年9月に兄弟の訴えを退け、2500ユーロを Ciel et Espace の出版元である天文協会に支払い、さらに法廷費用を償うよう命じる判決を下した。

## 査読制度への影響
ボグダノフ事件の絶頂期に、いくつかのメディアによる報道は理論物理に対し否定的な光を当て、正当な論文と悪戯とを見分けるのが不可能になってきていると述べるか少なくともそう強く示唆した。Overbye は『ニューヨーク・タイムズ』紙に書いた記事でこの意見を述べ、例として Declan Butler による『ネイチャー』誌の記事を挙げている。事件はブログやユーズネットに貼られたポスターでは弦理論の現状を批判するのに使われた。この理由から、Woit は弦理論に非常に批判的な著書『ストリング理論は科学か—現代物理学と数学』でこの事件にひとつの章を割いている。一方で、George Johnson による『ニューヨーク・タイムズ』の記事では、物理学者たちは通常その論文を「多分ただ、ぼんやりした思考と、下手な文章と、掲載誌の査読官にとって誤字脱字を訂正する方が思考に挑戦するより快適なこととの結果だ」と判断している、と結論付けている。さらに、Aaron Bergman は『ストリング理論は科学か』をレビューするなかで Woit の結論に対し物理学者として下記のように指摘した。
（その結論は）いくつもの重要な省略によって弱められており、その中で最も重大なものは、理解できる限りではボグダノフ兄弟の論文は弦理論とはほとんど関係ないという記述である。…私は John Baez 博士がインターネットに投稿した関連する論文によってそのことに初めて気付いた。その関連する論文のうちのひとつがオンラインでコピーを入手できることに気付き、私は「査読官は明らかに一瞥さえしていない」と投稿した。論文は幅広い分野についてのやや難解な散文ではあるものの、いくらか専門的知識を持っている分野に関しては公然としたナンセンスを特定するのは簡単だった。…ふたりの非・弦理論学者は、一般的に弦理論に関するものでないナンセンスな論文を一般的に弦理論学者は使わない専門誌に掲載させることができた。これは確実に何かを告発しているものの、弦理論とは最大限にみてもほんの僅かな関係しかない。
Jacques Distler は、メディアによる報道のトーンは物理学よりも専門誌の慣習に関係している、と洞察した。
ボグダノフ事件に関する予想通りの記事がニューヨーク・タイムズに現れた。ああ、適切な新聞記事は「議論」を扱わなければならないというよくある報道の自負心のせいで劣ったものになっている。議論には2つの面があるべきで、記者の仕事は両方の派閥から話を引き出して両論併記することだ。ほとんど必然的に、この「バランスのよい」方法は事実に対して何の光も当てず、ずっと読者は頭を振りながらこう言うことになる。「またやってるよ…。」
出版論文への査読制度の持ちうる欠点や、また博士論文の受理とそれに続く博士号授与の基準についても多くの意見が述べられた。Annals of Physics の編集者 フランク・ウィルチェック（今ではノーベル物理学賞受賞者）は新聞に対し、事件が一層の査読義務を編集部に課すことなどによって揺れのある編集基準を正すきっかけになった、と述べた。
議論より前には、ボグダノフ兄弟の博士論文に対する報告とほとんどの査読官の報告は兄弟の仕事について、独自で興味深いアイデアを含む、と好意的に評価していた。そのことが、科学界や研究教育機関によって原稿を出版する価値を見積もるのに使われる査読制度の有効性に対する懸念が高まった背景となっている。ひとつの考察は、働き過ぎで無給の査読官にとって論文の価値を完全に判断するのは費やせる時間がほとんどないため不可能だろう、というものである。
ボグダノフの出版に対して、物理学者 Steve Carlip は以下のように述べた：
査読官はボランティアで、概してとてつもない量の仕事を、名前が載ることもなく、お金も払われず、業界の大半ではほとんどまたはまったく知られることもなくこなしている。時には査読官は間違いを犯す。時には2人の査読官が同時に間違いを犯す。

誰もが驚いていることに私は少々驚いている。間違いなくあなたは出来の悪い論文が良質な専門誌に掲載されているのをそれ以前にも見たことがあるはずだ！　…査読官はこのような意見を述べた：本当の査読は論文が出版された後に始まる
。
Carlip の論理に沿って、より後に出た物理論文からのボグダノフ論文への参照を調べることによって業界への影響を推察することができる。6本の出版論文と1本の未出版草稿を合わせてボグダノフ論文は SPIRES データベースでは全部で3回引用されている。比較のために記すと、引用に関する統計の最近の詳細な分析によると、完全な教授職またはアメリカ物理学会の特別研究員になるには1000件から2000件、全米科学アカデミーの会員では8000件前後の引用が期待されることが明らかになっている。宇宙論シナリオに絞ると、「エキピロティック宇宙」として知られる最近提起された議論の余地のある宇宙論モデルは、2001年に出版されてから2007年3月で既に440回以上引用されている。議論が沸き起こる前、自然科学界では実質上ボグダノフ論文に対し何の興味も示されていなかった。実際、ニューヨーク州立大学ストーニブルック校の物理学教授 Jacobus Verbaarschot は、悪戯だという風評がなければ「恐らく誰も彼らの論文について知ることはなかっただろう」と述べている。
この項目が書かれている現在のところ、ボグダノフ兄弟は科学論文を2003年以来出していない。しかし、理論物理学者 Arkadiusz Jadczyk と共同で彼らの理論を研究し発展させるための the International Institute of Mathematical Physics を設立している。名称は似ているものの、この研究所はオーストリアのウィーンにある Erwin Schrödinger International Institute for Mathematical Physics とは無関係である。Jadczyk は所属をこの研究所として2本の論文を査読のある専門誌で出版した。その2本の論文の内容はボグダノフ兄弟による以前の論文とは深い関係はない。

## ソーカル事件との比較
いくつかの文書はボグダノフ事件をソーカル事件に対比させて「逆ソーカル事件」と表現している。ソーカル事件とは、物理学者アラン・ソーカルが偽論文を人文科学誌 Social Text に掲載させる事に成功した事件である。ソーカルの本来の意図は、彼が「より適切な言葉が無いので、ポストモダニズム」と呼ぶ知性の動向を試すことにあった。この「ラショナリストの啓蒙時代からの伝統に対する多かれ少なかれ明白な拒絶」を憂いて、ソーカルは後に非正統的かつ無統制だったと喜んで認めることになる実験を実行に移すことにした。その実験は大きな反響の渦を巻き起こし、彼にとって驚いたことに、『ル・モンド』紙に取り上げられ『ニューヨーク・タイムズ』紙では第一面に掲載された。ふたつの事件を比較した最初期の文書のひとつは物理学者ジョン・バエズ (John Baez) が2002年10月にニュースグループの sci.physics.research に投稿し大きな反響を呼んだものである。
イゴールとグリシュカはともに自身の仕事の正当性を強く主張しており、かつ論文を出した分野についての専門性を（根拠となるものの誠実さが疑問視されたとはいえ）保証されていた。それに対して、アラン・ソーカル（物理学者）は論文を書いた分野（人文科学）の門外漢であり、最終的に自ら論文は悪戯だったという声明を出している。実際、ソーカルは journal の論説手順の脆弱さを晒す記事を書いている。sci.physics.research への返信 でソーカルは彼による後日談を読者に対し提示している。その中で彼は「私のパロディを出版した単なる事実」はただ特定の専門誌の編集者たちが「知的義務について職務怠慢」である事を証明したに過ぎない、と記している
（『ニューヨーク・タイムズ』紙によると、ソーカルは自分のスタイルに因んだ悪戯をボグダノフ兄弟が企てなかった事に「ほとんど失望」し、「あちらにあてはまればこちらにもあてはまる」("What's sauce for the goose is sauce for the gander,") と述べた）。最初期に比較を行った Baez は後に意見を撤回し、兄弟が「ありそうな行為だったために面目を大きく失った」 (the brothers "have lost too much face for this to be a plausible course of action") と述べた。
コーネル大学の物理学教授 ポール・ギンスパーグ は、「ここで著者らは、何らかの知的自惚れを指そうとしているというより、明らかに専門分野の知の威信による信任を得ようとしている」と書き、ふたつの事件の対照的な点は明々白々であるとしている。彼は加えて、基準が低かったり一定でなかったりするいくつかの専門誌と研究施設は「ほとんど暴露」されていると述べている。しかし、両方の事件とも査読制度の信頼性・信任のみに基づいた論文の価値・学問上の業績の学会による適切な評価などに関する議論を広く巻き起こした。